# Пројектил ваздух-површина
Пројектили ваздух-површина су ракете намењене да се испаљују из ваздушних јединица (авион, хеликоптер, дрон) и да се њима дејствује по објектима/јединицама стационираним на земљи.